# Lakorn
Lakorn (ละคร, także zapisywane lakhon, skrót od ละครโทรทัศน์, lakhon thorathat) – serial telewizyjny w języku tajskim, produkowany w Tajlandii.

## Charakterystyka
Seriale produkowane w Tajlandii wyróżnia wiele typowych konwencji, zarówno fabularnych, jak i typów postaci; wiele z nich jest bardzo popularnych wśród tajskich widzów sprawiając, że stają się oni emocjonalnie zaangażowani w fabułę serii, w przeciwieństwie do seriali z Zachodu, które nie wywołują takiego samego poczucia zażyłości i bliskości u tajskich widzów.
Spośród wielu typowych elementów pojawiających się w większości tajskich produkcji można wymienić takie jak:
- Zarówno główny bohater jak i główna bohaterka nie mają żadnego konfliktu ze swoimi rodzicami;
- Wróg w czerwieni;
- Rzeczy takie jak papierosy, alkohol czy salony gier są ocenzurowane do absurdalnego poziomu, ale w tym samym czasie sceny przemocy czy gwałtu nie;
- Normalne jest mówienie do siebie na głos;
- Jeśli wróg przejdzie na stronę „dobra”, nie ponosi żadnych konsekwencji swoich poprzednich czynów;
- Jeśli główna bohaterka uprawia cross-dressing, główny bohater zauważy to jako ostatni;
- Główna bohaterka i jej wróg mają podobne zainteresowania;
- Główny bohater jest związany z wrogiem przez lata, ale gdy przybywa główna bohaterka, wróg jest niemalże natychmiast na straconej pozycji;
- Jedną z postaci na koniec zwykle ogarnia szaleństwo i przedstawia się ją siedzącą na łóżku z lalką;
- Pojawia się scena pocałunku po którym następuje spoliczkowanie;

## Odbiór
Od czasu wyemitowania popularnego serialu Love Destiny w 2018 roku, którego akcja rozgrywa się za czasów królestwa Ayutthaya, znacząco zwiększyła się moda na noszenie tradycyjnych strojów, a z kolei ilość odwiedzających miasto Ajutthaja, gdzie rozgrywa się część akcji serialu, zanotowało 3-krotny wzrost dochodów płynących z turystyki.

### Odbiór za granicami kraju
Pomimo napiętej sytuacji w stosunkach politycznych Tajlandii i Kambodży, tajskie seriale zyskały w Kambodży sporą popularność, kreując nawet trendy modowe w tym kraju. Choć oficjalny dostęp do tajskich seriali był ograniczany przez władze ze względu na różne utarczki polityczne (często wywołane pokazanymi w tych serialach elementami lub twierdzeniami), a po incydencie podpalenia ambasady Tajlandii w 2003 roku całkowicie zakazane, sami Kambodżanie wykorzystują m.in. anteny satelitarne by zyskać dostęp do tajskich programów telewizyjnych, a także kupują je w formie kaset i płyt DVD na czarnym rynku. Popularność tych seriali w Kambodży gwałtownie wzrosła po 2015 roku, za pośrednictwem platform internetowych, a stacje telewizyjne na powrót zaczęły emitować tajskie produkcje.
Od 2011 roku tajskie seriale prędko zyskały ogromną popularność w Chinach stając się drugimi (po serialach Hongkońskich) najchętniej oglądanymi serialami zagranicznymi i wyprzedzając seriale koreańskie. Przykładowo tajski remake koreańskiego serialu Goong, który został wyemitowany z chińskim dubbingiem w 2017 roku za pośrednictwem platformy należącej do Tencent, każdy odcinek został do 27 marca 2018 roku wyświetlony 500 milionów razy. Emisja tajskich seriali wpłynęła pozytywnie na postrzeganie Tajlandii przez Chińczyków, wpływając także na ich chęć podróży do Tajlandii, w 2019 roku będąc najpopularniejszym kierunkiem wakacyjnym wybieranym przez chińskich turystów według plebiscytu przeprowadzonego przez Weibo. Dzięki rozwojowi internetu i mediów cyfrowych seriale tajskie zyskują coraz większą popularność na terenie Chin, w sporej części za pomocą nieformalnych kanałów informacyjnych i krótkich filmików publikowanych w takich serwisach jak Weibo. Materiały stały się podstawą chińskich platform, co z kolei zaowocowało nawiązywaniem współpracy pomiędzy firmami zajmującymi się produkcją telewizyjną tych krajów, m.in. iQIYI nawiązało współpracę z RS Television w celu realizacji remake'ów popularnych tajskich seriali na potrzeby chińskiej widowni. Jedną z ich pierwszych wspólnych produkcji było nakręcenie remake'u filmu Romantic Blue z lat 90. XX wieku jako 12-odcinkowej serii telewizyjnej. Do innych tego produkcji można zaliczyć także Project S The Series czy My Husband in Law, których oryginały również wcześniej odebrano pozytywnie w Chinach.
Do Japonii „tajska fala” dotarła w 2020 roku, za pośrednictwem takich seriali jak 2gether; w tym samym roku został założony także magazyn specjalistyczny „Thai Drama Guide «D»” (jap. タイドラマガイド『D』), skupiający się na nowościach ze świata tajskich seriali. W związku z nieustannie rosnącą popularnością tajskich produkcji TV Asahi ogłosiło nawiązanie współpracy z GMMTV, spółką należącą do GMM Grammy, by dostarczyć Japonii nowych materiałów związanych z tajlandzkim przemysłem rozrywkowym.
W związku z rosnącą popularnością tych seriali duże platformy streamingowe, jak Netflix, Line TV czy też WeTV, zdecydowało się na wykupienie międzynarodowych licencji na emisję lakornów, a także, w przypadku Line TV którego ilość oglądających w 2019 roku szacowano na 40 milionów, zdecydowano się również na finansowanie ich produkcji.
Seriale tego gatunku są chętnie oglądane także w takich krajach jak Nepal.
W Singapurze w 2020 roku firma Mediacorp podpisała umowę na emisję popularnych tajskich seriali na ich darmowej platformie streamingowej meWATCH; do wszystkich emitowanych na niej seriali tajskich przygotowano napisy w językach chińskim i angielskim. 